# Michel Rocard
Michel Rocard (Courbevoie, 23 de agosto de 1930 - 2 de julho de 2016) foi um político francês. Ocupou o cargo de primeiro-ministro da França, entre 10 de maio de 1988 a 15 de maio de 1991, e foi desde 1994 deputado no Parlamento Europeu, membro do grupo parlamentar do Partido Socialista Europeu.
Nascido em 1930, em Courbevoie (ao oeste de Paris), aliou à militância socialista aos 19 anos, primeiro no Partido Socialista Unificado (PSU) e depois, em 1974, no Partido Socialista. Em maio de 1988, se tornou primeiro-ministro de Mitterrand, com quem manteve épicas divergências por sua visão de esquerda, interpretadas à época como uma concessão à alma mais social-democrata do partido ou, como se chamou na França, "a segunda esquerda".
Rocard liderou o próprio partido durante alguns meses entre os anos de 1993 e 1994, quando foi a Bruxelas como eurodeputado no Parlamento Europeu, no qual ficou até 2009.
Ferrenho europeísta, numa sua entrevista defendeu o "Brexit" na revista "Le Point", já que, em sua opinião, a União Europeia (UE) se livraria do freio que o Reino Unido representa para a sua integração.
Além de seus cargos institucionais e orgânicos, Rocard deixou marca com suas teses sobre a necessária modernização da esquerda, aproximando-a ao liberalismo, que criaram uma escola no socialismo francês da qual bebem, por exemplo, o ex-presidente François Hollande, e o ex-primeiro-ministro, Manuel Valls.